# Faux-fuyants (film)
Pour plus de détails, voir Fiche technique et Distribution.
Faux-fuyants est un film français coréalisé par Alain Bergala et Jean-Pierre Limosin, sorti en 1983.

## Fiche technique
- Titre : Faux-fuyants
- Réalisation : Alain Bergala et Jean-Pierre Limosin
- Scénario : Philippe Arnaud et Alain Bergala
- Photographie : Denis Gheerbrant
- Son : Daniel Ollivier et Jean-Louis Richet
- Musique : Kristian Tabuchi
- Montage : Claire Simon
- Production : La Cécilia
- Pays d'origine :  France
- Durée : 100 minutes
- Date de sortie :
  - France : 9 novembre 1983

## Distribution
- Olivier Perrier
- Rachel Rachel
- Serge de Closets
- Nicolas Raynaud
- Claude Gaignaire : Jacques
- Geneviève Brunet : la bibliothécaire
- Bénédict Christiance : Bénédict
- Françoise Guérin : la logeuse
- Liliane Mercier : la mère de Rachel
- Eddy Zamberlan : Jérôme
- Jean-Jacques Henry : Philippe
- Sophie Calle : la détective
- Christine Pascal

## Sélection
- Festival de Cannes 1983 : sélection Semaine de la critique